# Suomen Sisu
Suomen Sisu ry est une association se décrivant comme nationaliste et patriotique, créée le 6 novembre 1998 en Finlande.

## Positionnement
Suomen Sisu a dans son agenda de défendre la langue finnoise et l'identité nationale finlandaise et d'agir contre les effets nocifs du multiculturalisme et de l'Immigration, .L'association nie être un groupe extrémiste,,, bien qu'elle soit généralement qualifiée comme telle par les médias et les chercheurs.
Aux élections législatives finlandaises de 2011 certains membres de Suomen Sisu ont été présentés comme candidats à la députation du parti des vrais Finlandais : Juho Eerola, Jussi Halla-aho, James Hirvisaari et Olli Immonen. 
Les liens entre Suomen Sisu et le parti des Vrais finlandais sont nombreux. Beaucoup d'élus ou de membres du bureau des Vrais Finlandais font ou ont fait partie de Suomen Sisu, comme Jussi Halla-aho (lequel a quitté Suomen Sisu en 2019), Olli Immonen ou Simo Grönroos, secrétaire des Vrais Finlandais.  

## Présidents
- 1998–2002 Teemu Lahtinen[10],
- 2003–2004 Harri Hannula[10],
- 2005–2007 Teemu Lahtinen[11],
- 2008 Johannes Nieminen[12],
- 2009–2013 Paula Päivike[3],[13],
- 2013–2019 Olli Immonen[1].
- 2020- Henri Hautamäki.